# 교정 (생물학)
교정(校正, 영어: proofreading)은 생물학에서 DNA 복제, 면역계 특이성, 효소-기질 인식 등 높은 특이성을 필요로 하는 과정과 관련된 오류 수정 과정을 지칭한다. 교정이란 용어는 존 홉필드와 자크 니니오에 의해 처음으로 제안되었다. 교정 메커니즘은 다양한 생화학 반응의 특이성을 향상시키기 위해 ATP를 소비하는 비평형 활성 과정이다.
세균에서 세 가지 DNA 중합효소(I, II, III)는 모두 3'→5' 엑소뉴클레이스 활성을 사용하여 교정할 수 있다. DNA 중합효소는 DNA의 한 염기쌍에 대해 진행 방향을 반대로 하고 일치하지 않는 염기를 절단한다. 염기 절제 후 DNA 중합효소는 올바른 염기를 다시 삽입할 수 있고 DNA 복제를 계속할 수 있다.
진핵생물에서 신장에 관여하는 DNA 중합효소(델타와 엡실론)만이 교정 능력(3'→5' 엑소뉴클레이스 활성)을 갖는다.
교정은 단백질 합성을 위한 mRNA 번역에서도 일어난다. 이러한 경우 한 가지 메커니즘은 펩타이드 결합이 형성되기 전에 잘못된 아미노아실-tRNA가 방출되는 것이다.
DNA 복제에서 교정의 정도는 돌연변이율을 결정하며 종마다 다르다. 예를 들어 DNA 중합효소 엡실론 유전자의 돌연변이로 인한 교정 능력의 손실은 사람의 대장암에서 DNA의 메가 베이스당 돌연변이가 100개 이상인 과돌연변이된 유전자형을 초래한다.
다른 분자 과정에서 교정의 정도는 종의 유효 개체군 크기와 동일한 교정 메커니즘에 의해 영향을 받는 유전자의 수에 따라 달라질 수 있다.

## 박테리오파지 T4 DNA 중합효소
박테리오파지 T4 유전자 43은 DNA 중합효소를 암호화한다. 온도 민감성(ts) 유전자 43 돌연변이체가 야생형보다 자발적 돌연변이 비율이 낮은 항돌연변이 표현형을 가지는 것으로 확인되었다. 이러한 돌연변이 중 하나인 tsB120에 대한 연구에 따르면 이 돌연변이에 의해 지정된 DNA 중합효소는 야생형 DNA 중합효소보다 느린 속도로 DNA 주형을 복사한다. 그러나 3'→5' 엑소뉴클레이스 활성은 야생형보다 높지 않았다. DNA 복제 동안 새로 형성된 DNA에 안정적으로 통합된 뉴클레오타이드로 전환된 뉴클레오타이드의 비율은 tsB120 돌연변이체의 경우 야생형보다 10~100배 더 높다. 항돌연변이 유발 효과는 tsB120 중합효소에 의한 뉴클레오타이드 선택의 더 큰 정확성과 비상보적 뉴클레오타이드 제거(교정)의 증가된 효율성으로 설명될 수 있다고 제안되었다.
야생형 유전자 43 DNA 중합효소를 가지고 있는 파지 T4 비리온이 DNA에 사이클로뷰테인 피리미딘 이량체 손상을 도입하는 자외선 또는 피리미딘 부가물을 도입하는 소랄렌+빛에 노출되면 돌연변이 비율이 증가한다. 그러나 이러한 돌연변이 유발 효과는 파지의 DNA 합성이 항돌연변이 유발 중합효소인 tsCB120 또는 다른 항돌연변이 유발 중합효소인 tsCB87에 의해 촉매될 때 저해된다. 이러한 발견은 DNA 손상에 의한 돌연변이 유도 수준이 유전자 43 DNA 중합효소 교정 기능에 의해 크게 영향을 받을 수 있음을 나타낸다.

## SARS-CoV-2 교정 효소
제2형 중증급성호흡기증후군 코로나바이러스(SARS-CoV-2)는 COVID-19 범유행의 원인 병원체이다. SARS-CoV-2 RNA 바이러스 게놈은 바이러스의 생활사에 필수적인 과정인 바이러스의 게놈 복제 및 전사를 수행하는 다중 소단위체 단백질인 복제 복합체 및 전사 복합체를 암호화한다. 코로나바이러스 게놈이 지정하는 단백질 중 하나는 3'→5' 엑소리보뉴클레이스(ExoN)인 비구조 단백질인 nsp14이다. 이 단백질은 바이러스의 생활사에 중요한 활성인 RNA 합성을 교정하여 복제 충실도를 향상시키는 단백질 복합체인 nsp10-nsp14에 상주한다. 또한 감염시 생성되는 유전자 재조합을 유지하려면 코로나바이러스 교정 엑소리보뉴클레이스 nsp14-ExoN이 필요하다.

## 같이 보기
- DNA 복제
- DNA 중합효소